# Fabien Barel
Fabien Barel (Niza, 26 de julio de 1980) es un deportista francés que compitió en ciclismo de montaña en la disciplina de descenso.
Ganó cuatro medallas en el Campeonato Mundial de Ciclismo de Montaña entre los años 2003 y 2007, y cuatro medallas en el Campeonato Europeo de Ciclismo de Montaña entre los años 2000 y 2006.

## Palmarés internacional
| Campeonato Mundial | Campeonato Mundial         | Campeonato Mundial | Campeonato Mundial |
| Año                | Lugar                      | Medalla            | Competición        |
| ------------------ | -------------------------- | ------------------ | ------------------ |
| 2003               | Lugano (Suiza)             | Medalla de bronce  | Descenso           |
| 2004               | Les Gets (Francia)         | Medalla de oro     | Descenso           |
| 2005               | Livigno (Italia)           | Medalla de oro     | Descenso           |
| 2007               | Fort William (Reino Unido) | Medalla de plata   | Descenso           |
| Campeonato Europeo |                            |                    |                    |
| Año                | Lugar                      | Medalla            | Competición        |
| 2000               | Vars (Francia)             | Medalla de bronce  | Descenso           |
| 2004               | Wałbrzych (Polonia)        | Medalla de plata   | Descenso           |
| 2005               | Commezzadura (Italia)      | Medalla de oro     | Descenso           |
| 2006               | Commezzadura (Italia)      | Medalla de bronce  | Descenso           |